# John Keyworth
John Keyworth, född 9 maj 1859, död 24 april 1954, var en brittisk bågskytt. Han deltog vid olympiska sommarspelen 1908.